# Unión de Centro Democrático de Granada
La Unión de Centro Democrático de Granada (UCD de Granada) fue la delegación provincial granadina de la Unión de Centro Democrático y fue fundado en 1977 con el nacimiento de Unión de Centro Democrático. Su último presidente fue Julio de Castro y su sede central estuvo en Granada. Su organización juvenil fueron las Juventudes Centristas de Granada (JJCC).

## Historia
Fue fundado en 1977, con el nacimiento de Unión de Centro Democrático. Mientras que el PSOE o el PCE en aquellos momentos contaba con una amplia red de agrupaciones locales (salvo en áreas rurales), otros grandes partidos como UCD o Coalición Democrática necesitaron de algo más de tiempo y de una movilización de sus bases para afrontar con una cierta garantía de éxito unos futuribles comicios locales.
En Granada, el abogado Antonio Jiménez Blanco, impulsor de numerosas iniciativas políticas en la capital durante los últimos tiempos del franquismo como el Club Larra, fue el primero en dar cierta organización a los centristas de cara a las elecciones generales de 15 de junio de 1977. Para estas elecciones y las de 1979, la formación provincial logró atraer a personalidades de prestigio como Federico Mayor Zaragoza, catedrático y antiguo rector de la Universidad de Granada; Arturo Moya Moreno, abogado y empresario de ideología socialdemócrata; Mercedes Moll de Miguel, presidenta de la asociación de mujeres empresarias de Granada; Joaquín García-Romanillos Valverde, abogado de ideología liberal; Gerardo Moreu Mirasol, presidente del Colegio de Médicos o el abogado del Estado Miguel Olmedo Moreno.
El partido se consolidó finalmente en la provincia con la unión de tres familias políticas con líderes de bastante visibilidad: Joaquín García-Romanillos Valverde, representando a los democristianos; Arturo Moya, en representación de los socialdemócratas de Francisco Fernández Ordóñez y Antonio Jiménez Blanco, al frente de los liberales, proveniente del Partido Demócrata Popular de Ignacio Camuñas. En los primeros tiempos acontecieron algunos enfrentamientos internos. Por un lado, el socialdemócrata Arturo Moya y el liberal Antonio Jiménez Blanco mantuvieron una cierta rivalidad interna por la presidencia del partido, y por otro, los tres principales representantes de estas familias compitieron por encabezar la lista al Congreso por la circunscripción de Granada.
Finalmente, Antonio Jiménez Blanco sería nombrado presidente provincial del partido (encabezando una lista de compromiso entre liberales y socialdemócratas) y Adolfo Suárez encargaría al gobernador civil de Granada, José María Fernández y Fernández del Río, que maniobrara para situar en la cabeza a Federico Mayor Zaragoza, dada su posición de prestigio. Tras muchas reuniones en un vagón de tren de la estación de Moreda, se llegaría a lo que popularmente se conocería como Contubernio de Moreda, quedando acordado que Arturo Moya y García-Romanillos ocuparían los puestos 2 y 3 de la lista al Congreso y Jiménez Blanco sería incluido en la candidatura al Senado, siendo finalmente elegidos los cuatro en las elecciones generales de 1977. En dichos comicios, la formación logró una importante victoria, al reunir 153.334 votos en toda la provincia, el 44 % del electorado, copando cuatro actas del Congreso de las siete de la circunscripción. UCD de Granada consiguió sus mejores resultados en la Alpujarra, la Hoya de Guadix y el partido judicial de Baza.
En las elecciones generales de 1979, Antonio Jiménez Blanco fue nombrado cabeza de lista al Congreso y la asamblea provincial incluyó en la candidatura al Senado a Pedro Montañés, propietario de explotaciones agrícolas, debido a ciertas presiones procedentes del Gobierno Civil. Ambos saldrían elegidos, llegando Jiménez Blanco a ser nombrado Portavoz del Grupo Centrista en el Congreso de los Diputados. En las elecciones generales de marzo de 1979, los centristas sufrieron un retroceso generalizado, con determinados matices y excepciones. Lograron 131.107 votos y el 36,7 % de los votos, perdiendo un acta de diputado, y logrando esta vez sus mejores resultados en la Hoya de Guadix y la Alpujarra, pero sufriendo un fuerte retroceso electoral en el partido judicial de Baza.

### Elecciones municipales de 1979
En los inicios de la Transición a la democracia, mientras que el PSOE o el PCE contaban con una tupida red de comités locales, UCD necesitó de más tiempo y de una movilización de sus bases para extenderse a nivel territorial. Sin embargo, la implantación territorial de la UCD de Granada mejoró notablemente con el trabajo desempeñado por el secretario provincial, el ingeniero de montes Antonio Iglesias Casado, y el secretario de organización, Ángel Casares Jiménez, que, con la valiosa colaboración del gobernador civil de entonces, José María Fernández y Fernández del Río, habían logrado implementar listas electorales en 161 de los 166 municipios de la provincia, siendo además la fuerza política con la presencia más equilibrada en todos los partidos judiciales.
El contexto interno del partido empezó a sufrir algunas modificaciones, dado que con la victoria (a nivel nacional) de la familia de los democristianos sobre la de los socialdemócratas, UCD sufrió un proceso de cierta derechización. De cara a las elecciones municipales del 3 de abril de 1979, UCD empezó a preparar la candidatura. En un principio se pensó en Antonio Gallego Morell, rector de la Universidad de Granada, pero finalmente Antonio Jiménez Blanco propuso como candidato a la alcaldía al magistrado José Sánchez Faba, perteneciente a Justicia Democrática y que antes de desembarcar en la formación centrista tuvo algunos acercamientos al PSOE a través de UGT. En Guadix se compuso otra candidatura de prestigio encabezada por el periodista Carlos Asenjo Sedano.
El programa electoral de UCD para la capital de la provincia granadina fue amplio y basado en criterios de gestión puramente pragmáticos. Se proponía acabar con los efectos perniciosos de la especulación respetando la ley y la propiedad privada, dotar al municipio de servicios de sanidad veterinaria, nuevas infraestructuras deportivas, mayor apoyo a la beneficencia, más plazas de policía, apoyo municipal al turismo, austeridad y reducción de la deuda presupuestaria, la apertura del Cármen de los Mártires y la localización de los restos de Federico García Lorca y el levantamiento de un monumento en su honor, no exento de polémica y de crítica por parte del PSOE.
Finalmente, UCD obtuvo una sonada victoria en los comicios municipales de abril, con 122.661 votos, el 37,51 % por ciento de los votos, obteniendo 731 concejales, frente a los 497 concejales del PSOE, su principal rival. En la capital, UCD obtendría 33.786 votos, el 36,19% de los votos, y 11 concejales de 27, logrando ganar las elecciones, pero sin mayoría absoluta. Sánchez Faba se quedaría fuera de la alcaldía, por un pacto de PSA, PSOE, PCE y CGT. Sin embargo, la composición del Ayuntamiento ofrecería imágenes no exentas de tensión, dado que el PSA obtuvo la alcaldía de Sevilla a cambio de ofrecer al PSOE alcaldías donde ganó, como era el caso de Huelva y Granada. De este modo, el candidato del PSA, Arturo González Arcas, tampoco fue elegido, sino que lo sería finalmente el candidato socialista Antonio Camacho. Esto en poco tiempo supuso la dimisión de todo el grupo andalucista y la estancia de un gobierno municipal en minoría que, si bien no sería desalojado mediante una moción de censura, compartiría en cierto modo la gestión con la oposición (UCD).
En la Diputación Provincial de Granada, la victoria de los centristas le otorgarían 16 diputados provinciales de 27, y la mayoría absoluta del consistorio. José Sánchez Faba, que no fue elegido alcalde, sería esta vez quién portase el bastón de mando de la institución provincial, siendo elegido sin mayores problemas. La composición de la institución provincial no tuvo mayores incidentes, exceptuando la elección de los diputados provinciales del partido judicial de Órgiva. En la Alpujarra, se confeccionó una candidatura de diputados provinciales alternativa a la oficial, que al final salió elegida. Ello estuvo cerca de provocar la expulsión de un centenar de concejales que se saltaron la disciplina de partido, situación que finalmente mediante mediaciones internas logró quedar aplacada.

### Postura ante el proceso autonómico andaluz
El proceso autonómico de Andalucía fue un tanto complejo para la UCD, que reaccionó ante él con confusión y poca claridad de ideas. Sin embargo, en Granada, la UCD tuvo una postura aún más compleja, dado que tuvo que combinar la defensa de la línea oficial de su partido, con las distintas concepciones de la autonomía existentes, casi parejas a cada familia de UCD.
Se defendieron multitud de posiciones a nivel nacional, regional y provincial, lo que restó crédito a la organización y le supuso un coste electoral que en cuestión de años acabaría por terminar con la propia UCD, sumida previamente en crisis internas y luchas de familias.
A grandes rasgos, la organización provincial transigió con el proceso autonómico andaluz, aun siendo la Diputación de Granada la última en adherirse a la construcción de la autonomía integrándose en la Junta Preautonómica de Andalucía, pero defendió, por ejemplo, la inclusión de Ceuta y Melilla en el ente autonómico andaluz, una gran descentralización provincial (de manera que las provincias también asumieran protagonismo, y pudieran ejercer mayores competencias administrativas), o incluso la capitalidad de la autonomía compartida con Granada, residiendo en ésta el poder legislativo.
Lo que la organización tuvo claro que había que evitar era con el establecimiento de un futurible centralismo sevillano, proponiendo toda clase de barreras que finalmente no llegaron a ver la luz. También hubo miembros del partido y determinados sectores contrarios al establecimiento de nuevas comunidades autónomas, y que preferían simplemente regiones administrativas, o gobiernos provinciales más fuertes y mancomunados para la gestión de determinados servicios. Ello, combinado con pedir la abstención en unos casos o el voto en blanco en otros para el Referéndum de autonomía, en correspondencia con la línea oficial de UCD, generó falta de claridad, fuerte confusión y controversia, y un desgaste que a la larga pasaría factura al partido a nivel nacional, blanco de los ataques por parte de los partidos regionales y nacionales de izquierda.
Sin embargo, en la UCD de Granada y la UCD de Almería, también existió una tercera vía promovida por sus dirigentes más importantes: la de una organización regional que reflejase la existencia de dos Andalucías, la Occidental y la Oriental, la Baja y la Alta, como históricamente (en el Antiguo Régimen, en los proyectos decimonónicos de división regional de Patricio de la Escosura o de Segismundo Moret, en la Constitución de la Primera República) y administrativamente (desde los puntos de vista militar, judicial, universitario o eclesiástico) se había venido reconociendo. Que este posicionamiento no era anecdótico sino que estaba muy extendido en la UCD de Granada lo prueba su abierta defensa por personalidades como Antonio José Iglesias Casado, secretario provincial del partido y senador; Ángel Casares Jiménez, secretario de organización y fautor del éxito centrista en las zonas rurales; José Cuevas Pérez, vicepresidente primero de la Diputación, parlamentario andaluz y alcalde de Villanueva Mesía; José Pablo Serrano Carrasco, diputado provincial y alcalde de Huéscar; Pedro Montañés Escobar, senador y miembro de la Comisión Mixta Congreso-Senado para la elaboración del Estatuto andaluz; y José Sánchez Faba, candidato centrista a la alcaldía de Granada y presidente de la primera Diputación democrática. En la UCD de Jaén, algunos miembros destacados también se decantaron por apoyar esta propuesta, como Fernando Arenas del Buey, senador de UCD por Jaén entre 1979 y 1982, quien en una entrevista en 2011 afirmó estar durante el proceso autonómico en la línea ideológica de batallar por las dos Andalucías junto a Antonio Jiménez Blanco y Antonio José Iglesias Casado.
El presidente provincial, Antonio Jiménez Blanco, no deseaba malquistarse con los órganos nacionales del partido pero compartía con el diputado centrista por Granada, Joaquín García-Romanillos Valverde, las reticencias hacia las aspiraciones sevillanas de convertirse en capital de Andalucía y pedía, al menos, que la Diputación granadina pudiese tener tantas competencias como los organismos provinciales de los territorios vascos. Sin embargo, el peso de la UCD de Sevilla, que aportó nada menos que tres ministros a los gabinetes centristas, la postura de Suárez a favor de Clavero Arévalo y la disciplina de los centristas granadinos, que no deseaban la ruptura del partido, acabaron con cualquier posibilidad de reconocimiento de una región altoandaluza. Hubo dos reuniones, de Antonio Iglesias Casado con Manuel Clavero Arévalo, y de Mercedes Moll con Rodolfo Martín Villa, en la que expusieron las ventajas de desarrollar dos entes autonómicos en el sur, pero no tuvieron éxito y no prosperó la propuesta.

### Últimos años y disolución del partido
Finalmente, el referéndum salió positivo en la provincia de Granada, por un escueto margen del 52,73 % (sin llegar a superar el 50% en la Alpujarra, la Hoya de Guadix, el Altiplano de Granada, la zona de Montefrío y la comarca de Alhama), quedando refrendada la entrada de Granada en la autonomía andaluza. Sin embargo, el coste político que tuvo intervenir en ésta y otras cuestiones nacionales, sumado a un contexto generalizado de lucha interna y rivalidades en la UCD, con el aprovechamiento correspondiente por parte de la oposición, restó crédito a la organización nacional. Y a nivel provincial, UCD se vio lastrada y perjudicada por sus circunstancias nacionales.
Sobrevoló, en los últimos tiempos, la posibilidad de acudir en coalición electoral con Alianza Popular, propuesta defendida por Arturo Moya, Jiménez Blanco y Sánchez Faba, pero no tuvo mayores apoyos, y fue desmentida finalmente por el secretario provincial de UCD de Granada de aquel momento, Andrés Villalta. A escasos meses de las elecciones municipales de 1983, Sánchez Faba se retiró de la vida política y volvió al mundo judicial a la Audiencia Provincial de Toledo. Pese a que la dirección optaba porque Antonio Pipó le relevase al frente de la Diputación, finalmente fue el motrileño Gerardo Esteva de la Torre quién le sucedió. Desde entonces, Julio de Castro se encargaría de gestionar los momentos finales de la organización.
Los grandes rostros del partido fueron desapareciendo, en algunos casos desplazándose a otras formaciones políticas, como en el caso de Pedro Montañés Escobar, que se incorporó a Alianza Popular, o Juan Santaella, que se convertiría posteriormente en el líder provincial del PDP en Granada. Antonio Jiménez Blanco se adhirió al Partido Liberal, llegando a ostentar la secretaría general del mismo en 1987, e incorporándose al CDS al año siguiente. Antonio Iglesias Casado también acabaría apostado por el CDS. Sin embargo, la inmensa mayoría no volvieron a la política, o lo hicieron años después. Arturo Moya Moreno encabezaría en 1994, como candidato independiente, la Coalición Andalucista-Poder Andaluz, y José Sánchez Faba lideraría en 1991 Unidad Granadina, a la que se incorporaron varios miembros de UCD, que lograría cerca de medio centenar de concejales en la provincia de Granada.

## Dirección provincial
Según los propios estatutos de la UCD, el partido se había constituido utilizando un modelo presidencialista, el cual se reflejaría plenamente en las organizaciones provinciales. Sin embargo, recaería sobre el secretario provincial (en lugar del presidente) impulsar la acción del partido, dirigiendo la ejecución de los acuerdos de los órganos superiores del mismo y asegurando el cumplimiento de sus directrices. En los primeros tiempos de la formación, la presidencia provincial de UCD recayó en Antonio Jiménez Blanco, que logró imponerse frente a otros candidatos como Arturo Moya Moreno. En 1979, Antonio Jiménez Blanco renunció a la presidencia de la organización, siendo su sucesor José Sánchez Faba, que formaría un tándem con Antonio José Iglesias Casado (que continuaría como secretario provincial), especialmente en cuestiones relativas al desarrollo del proceso autonómico andaluz.
Sánchez Faba, que ya era considerado en la época un juez prestigioso, vería aumentar aún más su prestigio con una brillante gestión de la corporación provincial, en la que daría papeles destacados a socialistas y comunistas, convirtiéndose en el rival más preparado de Jiménez Blanco por el control de la UCD de Granada, y en un candidato de bastante peso frente a Antonio Jara de cara a las elecciones al Parlamento de Andalucía de 1982. La UCD de Granada también obtuvo papeles de cierta relevancia en los órganos directivos de UCD de Andalucía, en la que personalidades del partido como Mercedes Moll o el propio Sánchez Faba llegarían a ostentar vicepresidencias regionales (en el caso de Sánchez Faba tras el Congreso de la UCD de Andalucía en Torremolinos el 25 de noviembre de 1979, asamblea a la que asistió también la UCD de Ceuta y de Melilla, y asumiéndola también en funciones, tras la dimisión de Félix Manuel Pérez Miyares el 27 de febrero de 1980). Sánchez Faba también ejercería de portavoz de la UCD en la Junta de Andalucía. En los últimos tiempos de la UCD, sería Julio de Castro el encargado de gestionar la formación durante sus momentos finales, mientras que la secretaría provincial recaería en Andrés Villalta del Palacio.

## Resultados electorales

### Elecciones generales de 1977[16]
| Elecciones y fecha           | Votos   | Porcentaje | Diputados de la circunscripción de Granada |
| ---------------------------- | ------- | ---------- | ------------------------------------------ |
| Elecciones generales de 1977 | 153.334 | 44%        | 4/7                                        |

### Elecciones generales de 1979[16]
| Elecciones y fecha           | Votos   | Porcentaje | Diputados de la circunscripción de Granada |
| ---------------------------- | ------- | ---------- | ------------------------------------------ |
| Elecciones generales de 1979 | 131.107 | 36,7%      | 3/7                                        |

### Elecciones municipales de 1979[16]
| Elecciones y fecha             | Votos   | Porcentaje | Concejales de la provincia de Granada |
| ------------------------------ | ------- | ---------- | ------------------------------------- |
| Elecciones municipales de 1979 | 122.661 | 37,51%     | 731/1702                              |

### Elecciones municipales de 1979(Diputación de Granada)[16]
| Elecciones y fecha             | Votos | Porcentaje | Diputados provinciales |
| ------------------------------ | ----- | ---------- | ---------------------- |
| Elecciones municipales de 1979 | 16    | 59,25%     | 16/27                  |

### Elecciones a laAlcaldía de Granada[16]
| Elecciones y fecha             | Cabeza de lista   | Votos  | Porcentaje | Concejales del Ayuntamiento de Granada |
| ------------------------------ | ----------------- | ------ | ---------- | -------------------------------------- |
| Elecciones municipales de 1979 | José Sánchez Faba | 33.786 | 36,19%     | 11/27                                  |

### Elecciones al Parlamento de Andalucía de 1982[16]
| Elecciones y fecha                            | Votos  | Porcentaje | Parlamentarios de la circunscripción de Granada |
| --------------------------------------------- | ------ | ---------- | ----------------------------------------------- |
| Elecciones al Parlamento de Andalucía de 1982 | 51.739 | 14,81%     | 2/13                                            |

## Grupos políticos

### Senado
- Antonio Jiménez Blanco (Legislatura Constituyente)

- Antonio José Iglesias Casado (I Legislatura)
- Pedro Montañés Escobar (I Legislatura)

### Congreso
- Federico Mayor Zaragoza (Legislatura Constituyente)
- Julio de Castro Hitos (Legislatura Constituyente, sustituye a Federico Mayor Zaragoza)
- Arturo Moya Moreno (Legislatura Constituyente)
- Joaquín García-Romanillos Valverde (Legislatura Constituyente)
- Mercedes Moll de Miguel (Legislatura Constituyente)

- Antonio Jiménez Blanco (I Legislatura)
- Julio de Castro Hitos (I Legislatura, sustituye a Antonio Jiménez Blanco)
- Joaquín García-Romanillos Valverde (I Legislatura)
- Arturo Moya Moreno (I Legislatura)

### Junta Preautonómica de Andalucía
- Joaquín García-Romanillos Valverde (consejero de Comercio, I Gobierno preautonómico)
- Joaquín García-Romanillos Valverde (Miembro de la Junta Preautonómico de Andalucía)
- Mercedes Moll de Miguel (Miembro de la Junta Preautonómico de Andalucía)

### Parlamento de Andalucía
- José Sánchez Faba
- Antonio José Iglesias Casado
- José Cuevas Pérez (sustituye a José Sánchez Faba)

### Diputación Provincial de Granada
- José Sánchez Faba (Partido Judicial de Granada)
- Antonio Pipó Jaldo (Partido Judicial de Granada)
- Antonio García Mudarra (Partido Judicial de Granada)
- Tomás Sánchez Mariscal (Partido Judicial de Granada)
- Gerardo Esteva de la Torre (Partido Judicial de Motril)
- Manuel Bermúdez Ocaña (Partido Judicial de Motril)
- Fernando Padial Gijón (Partido Judicial de Motril)
- Juan Bautista García (Partido Judicial de Baza)
- Emilio Robles López (Partido Judicial de Baza)
- José Pablo Serrano Carrasco (Partido Judicial de Baza)
- Carlos Asenjo Sedano (Partido Judicial de Guadix)
- Francisco Sánchez García (Partido Judicial de Guadix)
- Antonio Alcaide Castillo (Partido Judicial de Loja)
- José Cuevas Pérez (Partido Judicial de Loja)
- Antonio Lardón Lardón (Partido Judicial de Órgiva)
- Manuel Mendoza Romero (Partido Judicial de Órgiva)

### Ayuntamiento de Granada
- José Sánchez Faba
- Fernando Sivit Gañán
- Alfonso López-Jurado Luque
- Eulalia Dolores de la Higuera Rojas
- Antonio Pipó Jaldo
- Tomás Sánchez Mariscal
- Jaime Mancilla Planas
- Antonio Bravo Segovia
- Ricardo Avivar Fernández
- José Moreno Rodríguez
- Francisco Calero Milena

## Presidentes del partido
| Presidente             | Desde | Hasta | Notas |
| ---------------------- | ----- | ----- | --- |
| Antonio Jiménez Blanco | 1977  | 1979  | Antonio José Iglesias Casado estuvo de secretario provincial.                                                   |
| José Sánchez Faba      | 1979  | 1983  | Antonio José Iglesias Casado estuvo de secretario provincial. Andrés Villalta del Palacio le relevaría en 1979. |
| Julio de Castro        | 1983  | 1983  | Andrés Villalta del Palacio estuvo de secretario provincial.                                                    |